# کلونازپام
کلونازپام (به انگلیسی: Clonazepam) که با نام های تجاری بسیاری از جمله کلونوپین (ساخت شرکت هوفمان-لا روش سوئیس)، ریوُتریل( باز هم ساخت هوفمان-لا روش سوئیس)، کلِپام(ساخت انگلستان)، کلورِست(ساخت ایرلند)، آپو-کلونازپام(ساخت کانادا) و... به فروش می رسد، دارویی از گروه بنزودیازپین‌های پرقدرت است که برای پیشگیری و درمان صرع، اختلال پانیک، شیدایی اختلال دو قطبی، بیقراری مرتبط با روان پریشی، وسواس فکری-عملی،  اختلالات اضطرابی و اختلالات حرکتی مانند بی‌قراری حرکتی یا آکاتیژیا تجویز می‌شود.

 کلونازپام همچنین به‌عنوان داروی مسکن مصرف می‌شود. زیرا عمدتاً دردهای عصبی و وابسته به تلقین و ذهن را کاهش می دهد. این دارو از طریق خوراکی، تزریق عضلانی، تزریق وریدی و زیرزبانی تجویز می‌شود. تأثیر دارو پس از حدود یک ساعت نمایان شده و بین ۶ تا ۱۲ ساعت نیز ادامه دارد. کلونازپام از جمله بنزودیازپین های بسیار اعتیادآور است اما اعتیادآوری کمتری نسبت به آلپرازولام دارد زیرا نیمه عمر آن بیشتر است. این دارو در کمای کبدی منع مصرف دارد.
این دارو همچنین در اکثر نقاط جهان به وفور برای بهبود علائم وسواس فکری-عملی ، اختلال اضطراب فراگیر، انواع فوبیا با استفاده زیرزبانی در همان لحظه مانند ترس از قرار گرفتن در ارتفاع و نزدیکی به حشرات و اختلال استرس پس از سانحه کاربرد فراوانی دارد.

## موارد مصرف
کلونازپام را به عنوان یک داروی قوی در گروه دارویی بنزودیازپین‌ها در نظر می‌گیرند. این دارو برای کنترل کوتاه‌مدت صرع، اضطراب و اختلال ترس همراه یا غیرهمراه با برزن‌هراسی تجویز می‌شود.

### نیمه عمر
کلونازپام یک خواب آور قوی محسوب می شود و جزء داروهای ضد تشنج طبقه بندی می شود. نیمه عمر آن به طور کلی بین ۸ تا ۱۲ ساعت است اما ممکن است در جریان خون برخی افراد تا ۴۸ ساعت هم دوام داشته باشد. کلونازپام یکی از قوی ترین داروهای خواب آور است که خواب عمیق ایجاد می کند و در عین حال وابستگی بیشتری نسبت به بقیه داروهای هم گروه خود دارد. برخلاف آلپرازولام و نیترازپام که نیمه عمر کوتاهی دارند، ماندگاری کلونازپام در خون بیشتر است و وابستگی شدیدتری ایجاد می کند. از آنجا که این دارو می تواند در عملکرد داروهای دیگر در بدن تداخل با توجه به نیمه عمر نسبتا بالای خود ایجاد کند؛ لازم است پیش از شروع مصرف لیستی از کلیه ی داروهای مصرفی خود را در اختیار پزشک یا داروسازتان قرار دهید. مصرف الکل همراه با این دارو تا زمانی که در جریان خونتان وجود دارد، عوارض خطرناکی در پی دارد. لذا در صورت مصرف اشتباهی اخیر الکل یا فرآورده های الکلی حتما به پزشک خود اطلاع دهید.قطع این دارو به صورت ناگهانی با اتمام نیمه عمر آن و بدون نظر پزشک می تواند عوارض نامناسبی از جمله بروز حمله ي تشنجی برای بیمار در برداشته باشد. حملات تشنجی این بار می توانند شدیدتر هم باشند. لذا قطع این دارو باید به صورت تدریجی و تحت نظر پزشك انجام شود. اگر کلونازپام به صورت یک نوبت در روز تجویز شود بهترین زمان مصرف آن شب ها پیش از خواب می باشد. اما برخی پزشکان ترجیح می دهند دارو را در مقدار کمتر؛  در دو تا سه نوبت در روز تجویز کنند لذا حتماً دارو را دقیقاً طبق دستور پزشک معالج خود مصرف نمایید.

### عوارض جانبی شایع
احساس خواب آلودگی، ضعف، سرگیجه و گیجی از عوارض شایع این دارو می باشد.
احساس عدم تمرکز، حرکات غیرطبیعی چشم ها و فراموشکاری نیز می تواند با مصرف این دارو بروز کند که می توانید در مورد آنها با پزشک خود مشورت نمایید.
در کودکان افزایش ترشح بزاق ممکن است سبب سرفه یا احساس ناخوشایند شود.در صورت بروز این عارضه پزشک خود را مطلع نمایید. مشکلات جنسی، تاری دید و دوبینی تکرر و سوزش ادرار، دردعضلانی و مفصلی، افزایش ترشح آب دهان، دشواری در بلع و تنفس فراموشی و اختلال حواس، حساسیت پوستی و کهیر، اختلال در هماهنگی اعضای بدن، ورم تارهای صوتی و گرفتگی صدا و...

### داروهای تداخل دار
- مشخصات کلی تداخلات با داروهای:::

- داروهای سوبسترای آنزیم CYP3A4 در کبد
- داروهای ضد صرع و آرام بخش
- داروهای تضعیف کننده سیستم اعصاب مرکزی بدن
- تداخلات رده X (مصرف همزمان بسیار خطرناک است)

آزلاستین (نازال)، برومپریدول، کانیواپتان، فوسیدیک اسید (سیستمیک)، ایدلالیسیب، الانزاپین، اورفنادرین، اوکسوممازین، پارالدهید، سدیم اکسیبات، تالیدومید
- کاهش اثرات داروها توسط کلونازپام:

تداخل قابل‌توجهی مشاهده نشده است.
- کاهش اثرات کلونازپام توسط داروها:

القاکننده‌های متوسط و قوی آنزیم CYP3A4 کبدی، دابرافنیب، دفراسیروکس، انزالوتامید، اردافیتینیب، فنی‌توئین، ایووسیدنیب، میتوتان، ساریلومب، سیلتوکسیمب، مشتقات تئوفیلین، توسیلیزومب، یوهیمبین
- افزایش اثرات داروها توسط کلونازپام:

الکل (اتیل)، آزلاستین (نازال)، بلونانسرین، برکسانولون، بوپرنورفین، کلوزاپین، داروهای تضعیف‌کننده‌ CNS، فلونیترازپام، متادون، متوتری‌مپرازین، متی‌روسین، آگونیست های اپیوئید، اورفنادرین، اکسی کدون، پارالدهید، پیریبدیل، پرامی‌پکسول، روپینیرول، روتیگوتین، سدیم اکسیبات، سوورکسانت، تالیدومید، زولپیدم
- افزایش اثرات کلونازپام توسط داروها:

آلیزاپرید، اپرپیتانت، بریمونیدین (موضعی)، بروموپرید، برومپریدول، کانابیدیول، ماری‌جوانا (در کل فرآورده های گیاه شاهدانه)، کلرمتیازول، کلرفنیرامین، کاربامات، کلوفازیمین، کوبیسیستات، کانیواپتان، کوزینتروپین، مهارکننده متوسط و قوی CYP3A4، دایمتیندن (موضعی)، دوکسیلامین، درونابینول، دروپریدول، دولیسیب، اردافیتینیب، اسکتامین، فوس اپرپیتانت، فوس نوتپیتانت، فوسیدیک اسید (سیستمیک)، هیدروکسی زین، ایدلالیسیب، گیاه کاوا، لاروترکتینیب، لمبورکسانت، لیسورید، لوفکسیدین، منیزیم سولفات، ملاتونین، متوتری‌مپرازین، میفپریستون، مینوسیکلین (سیستمیک)، نابیلون، نتوپیتانت، الانزاپین، اوکسوممازین، پالبوسیکلیب، پرامپانل، روفینامید، سیمپرویر، استریپنتول، تدوگلوتید، تتراهیدروکانابینول، تتراهیدروکانابینول وکانابیدیول، تری‌مپرازین، ویگاباترین
تداخلات با غذا:
مشاهده نشده است.

### هشدارهای مصرف داروی کلونازپام
در بیماری تنفسی، نارسایی کبدی و کلیوی و پورفیری، مسمومیت شدید با الکل همراه با علائم حیاتی ضعیف‌شده، اغما شوک، آب‌سیاه (گلوکوم) حاد با زاویهٔ بسته یا استعداد ابتلا به آن و میاستنی گراویس باید با احتیاط فراوان مصرف شود. احتمال بروز کمی کم‌فشاریِ خون و توقف تنفس (آپنه) در زمان مصرف این دارو وجود دارد. مصرف طولانی‌مدت یا مقادیر زیاد بنزودیازپین‌ها، ازجمله کلونازپام، خطر بروز وابستگی‌های روانی را افزایش می‌دهد. بنزودیاپین‌ها ممکن است سبب بروز ضعف تنفسی در افراد سالخورده، نوجوانان، و افراد به‌شدت بیمار شوند. در این موارد، کاهش مقدر مصرف دارو ممکن است ضروری باشد.

### بیماری‌های عصبی
بررسی‌ها نشان می‌دهد که این دارو کیفیت زندگی و بهره‌وری کار افرادی را که از شوک‌های ناشی از ترس رنج می‌برند، بهبود می‌بخشد. از کلونازپام همچنین به عنوان یک داروی ضد افسردگی استفاده می‌کنند که به‌طورکلی برای درمان اضطراب، اختلال روانی خواب‌ناله (Catatonia)، برای پیشگیری و درمان تشنج، اختلال هراس و اختلال حرکتی معروف به بی‌قراری حرکتی استفاده می‌شود و برای مرحله شیدایی مربوط به رفتارهای شیدایی-افسردگی و اختلال اضطراب اجتماعی مورد استفاده قرار می‌گیرد. دو سال مطالعه تکمیلی بر روی افرادی که به‌طور مختصر برای درمان جمع هراسی داروی کلونازپام دریافت کرده بودند نشان داد که بهبودی حاصل از این درمان، پس از قطع دارو نیز همچنان ادامه دارد. این افراد در طی این دو سال در مقایسه با گروه شاهد که دارونما دریافت کرده بودند عملکرد بهتری را از خود نشان دادند. گاهی در درمان اضطراب، استفاده از کلونازپام بر آلپرازولام ارجحیت پیدا می‌کند زیرا احتمال برگشت دوباره اضطراب با استفاده از کلونازپام نسبت به آلپرازولام کمتر است. برای ترک افرادی که به مصرف آلپرازولام وابسته شده‌اند می‌توان کلونازپام را جایگزین آن کرد. از کلونازپام برای مبارزه با تیک عصبی نیز استفاده می‌شود. یک مطالعه نشان داد در میان کودکان مبتلا به اختلال کم‌توجهی - بیش‌فعالی که همچنین دچار پرش یا تیک‌های عصبی هستند، کلونازپام می‌تواند بدون آسیب به آثار روانپزشکی حاصل از داروهای اختلال کم‌توجهی - بیش‌فعالی، تیک‌های عصبی را متوقف کند. هرچند کلونازپام دارویی برای بیماری ام‌اس محسوب نمی‌شود اما آن را برای کاهش علائم این بیماری تجویز می‌کنند. کلونازپام دفعات غش کردن را کاهش می‌دهد.

### اختلالات ماهیچه‌ای
مصرف کلونازپام می‌تواند به‌عنوان یک روش درمانی خط سوم، در درمان بیماران مبتلا به سندرم پای بی‌قرار مؤثر واقع شود. این موضوع همچنان در حال بررسی است.
این دارو به درمان خوابگردی در افراد کمک می‌کند، این دارو درد ناشی از مشکلات فک را تسکین می‌دهد و همچنین جهت کاهش استفراغ ناشی از شیمی درمانی، برای بیماران سرطانی تجویز می‌شود. کلونازپام و داروی ضد شیدایی لیتیم را به‌طور آزمایشی همراه با یکدیگر به عنوان یک درمان موفقیت‌آمیز برای سردرد خوشه‌ای تجویز کرده‌اند. کلونازپام سندرُم سوزش دهان را تسکین داده‌است، نوعی احساس خود توصیفی که می‌تواند سال‌ها ادامه یابد. به‌طور آزمایشی از این دارو، با موفقیت محدود، در درمان صدای زنگ در گوش استفاده کرده‌اند. دندان‌قروچه همچنین در کوتاه مدت به مصرف کلونازپام پاسخ می‌دهد. اختلال رفتاری حرکت سریع چشم در خواب نیز به خوبی به دوزهای کم کلونازپام پاسخ می‌دهد. این دارو برای درمان اسپاسم مربوط به اسکلروز جانبی آمیوتروفیک و سندرم ترک الکل استفاده می‌شود.

### سایر مصارف
کلونازپام و سایر بنزودیازپین‌ها در مواردی از شیدایی و پرخاشگری‌های ناشی از روان‌پریشی، به تنهایی یا به همراه داروهای خط اول مانند لیتیم، هالوپریدول و ریسپریدون تجویز می‌شوند. بسیاری از انواع خواب‌پریشی و اختلالات خواب، با مصرف کلونازپام قابل درمان هستند اما این دارو قادر به پیشگیری از میگرن نیست.

## مکانیسم اثر
کلونازپام از بنزودیازپین‌ها است. این دارو باعث تسهیل یا افزایش عمل مهاری گاما آمینوبوتیریک اسید که یک ناقل عصبی مهاری در مغز است می‌شود که این خود باعث مهار پیش و پس سیناپسی در تمام نواحی دستگاه عصبی مرکزی خواهد شد. اثرات آرام بخش و ضدتشنج کلونازپام به‌علت اثرات این دارو در سطح لیمبیک و تحت قشری می‌باشد. در حالت کلی بعضی از علایم در افراد متفاوت فرق دارد. از طریق دهان گرفته می‌شود. تأثیر آن در طی یک ساعت شروع می‌شود و بین شش تا دوازده ساعت به طول می‌انجامد.

## عوارض جانبی
شایع‌هترین اثرات جانبی کلونازپام شامل خواب‌آلودگی، خستگی، آتاکسی، هیپوتونی، عدم تعادل، اختلالات رفتاری به‌خصوص در بچه‌ها شامل حالت تحریک‌پذیری و بی‌قراری می‌باشد. یبوست یا اسهال، گاستریت و آبریزش بینی و تنفس سطحی.
مصرف زیاد این قرص می‌تواند باعث فشار و حملات قلبی شود و همین‌طور باعث فراموشی و یک حالت بیداری و در عین حال بیهوشی.
سایر عوارض با شیوع کمتر شامل:توهم، علایم شبیه به خماری، سردرد، کندی و تحریک پذیری را هنگام بیدار شدن از خواب ذکر می‌کنند در صورت مصرف دارو قبل از خواب که احتمالاً نتیجه نیمه عمر دارو است، که پس از بیدار شدن از خواب بر کاربر تأثیر می‌گذارد. در حالی که بنزودیازپین‌ها خواب را تحریک می‌کنند، آنها با سرکوب یا مختل خواب REM باعث کاهش کیفیت خواب می‌شوند. پس از استفاده منظم، هنگام قطع کلونازپام، بی خوابی می تواند رخ دهد.
در مصرف دوز بیش از حد و مقاوم نبودن بدن در برابر دارو حالتی شبیه مستی قرص به‌وجود میآید که پس از برطرف شدن اثرات دارو شخص اتفاقات ، اعمال و صحبت‌های خود در حالت مستی قرص را به یاد نمی‌آورد .

## موارد منع مصرف
استفاده از کلونازپام را برای افرادی که مبتلا به گلوکوم هستند توصیه نمی‌کنند. این ترکیب ممکن است بیماری‌های تنفسی را تشدید کند. مصرف در آنسفالوپاتی کبدی بسیار خطرناک است. این ماده تولید بزاق را افزایش می‌دهد. این دارو غالباً خستگی و تداخل در هماهنگی عضلات را به‌وجود می‌آورد. همچنین ممکن است مانع از تصمیم‌گیری بموقع شود؛ چنین تأثیراتی مانع از به‌کارگیری توانایی‌های لازم هنگام کار با ماشین آلات خطرناک است. برای این دارو اثرات جانبی فراوانی که کمتر شایع هستند شرح داده می‌شود که دامنه آن‌ها از حساسیت پوستی تا لثه‌های دردناک کشیده می‌شود. نتایج حاصل از چند گزارش موردی نشان می‌دهد که کلونازپام ممکن است بیماری پورفیری را ایجاد کند (نوعی اختلال در ترکیبات شیمیایی بدن است که ممکن است در افراد مبتلا خشونت و مورد بیشتر حساسیت شدید به نور را که همراه با سرگیجه است ایجاد کند)، اما چنین نتایجی تقریباً بی‌سابقه است. بررسی سوابق پزشکی مردانی که به دلیل اختلال استرسی پس از آسیب روانی تحت درمان بودند نشان می‌دهد که این دارو به‌طور معمول ممکن است مانع از عملکرد جنسی در چنین افرادی شود. بعضی از افراد به بیماری نگران‌کننده‌ای بنام توقف تنفس دچار می‌شوند که طی آن فرد به‌طور موقت توانایی خود را برای نفس کشیدن از دست می‌دهد؛ گزارش‌های موردی حاکی از آن است که مصرف کلونازپام می‌تواند حملات آپنه ایجاد کند. یک آزمایش نشان داد در درمان بیخوابی، زمانی که افراد مصرف دارو را قطع می‌کنند همه چیز به جای اول خود بازمی‌گردد به این معنی که نه تنها بیماری درمان نمی‌شود بلکه شرایط، حداقل برای مدتی، از قبل هم بدتر می‌شود.
برخلاف انتظارات معمول، گاهی گزارش شده‌است که مصرف این دارو به بروز شیدایی و حتی پرخاشگری منجر می‌شود. یک گزارش موردی متذکر شد چنانچه شوک‌های ناشی از وحشت‌زدگی به عنوان یک هشدار در برابر رفتار خاصی عمل کند، تواناییِ کلونازپام در کاهش یا از بین بردن شوک‌های ناشی از ترس، همچنین می‌تواند حذف خویشتنداری فرد در برابر آن رفتار خاص را به‌دنبال داشته باشد. یک مطالعه کوچک نشان داد کلونازپام ممکن است در کودکان خویشتنداری را کاهش دهد، همچنین گزارش‌های موردی دیگری وجود دارد که همان تأثیر را در کودکان، نوجوانان و بزرگسالان نشان می‌دهد. محققان کنجکاو دربارهٔ کاهش خویشتنداری به‌واسطه مصرف کلونازپام، سوابق پزشکی ۳۲۳ نفر را که به دلیل اختلال روانی در بیمارستان بستری شده بودند، مورد بررسی قرار دادند. این‌ها افرادی بودند که تأثیرات این چنینی کلونازپام ممکن بود در رفتار آن‌ها کاملاً مشهود باشد. هرچند مطالعه مذکور برای نشان دادن رابطه علت و معلولی در این زمینه طراحی نشده بود اما سوابق بررسی شده خطر پایین کاهش خویشتنداری ناشی از مصرف کلونازپام و دیگر داروهای گروه بنزودیازپین را نشان می‌داد.اگر در دوران بارداری استفاده شود ممکن است به کودک آسیب برساند.

## تداخلات دارویی
مصرف کلونازپام باعث کاهش سطح کاربامازپین یا فنی‌توئین در خون می‌شود. همچنین با مصرف کاربامازپین، سطح کلونازپام پلاسما نیز کاهش می‌یابد. مصرف برخی داروها مانند فنی‌توئین و داروهای ضد قارچ مانند کتوکونازول نیز می‌تواند متابولیسم کلونازپام را مهار کند.
مصرف کلونازپام باعث افزایش سطوح داروهایی مانند پریمیدون و فنوباربیتال‌ها می‌شود. مصرف کلونازپام همراه با داروهای ضدافسردگی، داروهای ضد تشنج، مانند فنوباربیتال‌ها، فنی‌توئین، کاربامازپین، آنتی‌هیستامین، داروهای ضدروان‌پریشی غیر بنزودیازپینی مانند زولپیدم و الکل می‌تواند باعث افزایش تأثیر و سطح پلاسمایی آن‌ها شود.

## علایم ترک دارو
- اضطراب
- تحریک‌پذیری
- بی‌خوابی
- لرز
- سردرد
- دل درد
- حالت تهوع
- توهم
- افکار خودکشی یا اصرار
- افسردگی
- خستگی
- سرگیجه
- تعریق
- گیجی
- امکان تشدید اختلال هراس موجود پس از قطع مصرف
- تشنج[۳۹] شبیه به دلیریوم ترمن (با استفاده طولانی مدت از دوزهای بیش از حد)

## علایم بیش مصرفی
- مشکل در بیدار ماندن
- سردرگمی ذهنی
- حالت تهوع
- عملکردهای حرکتی دچار اختلال می‌شوند
  - اختلال در رفلکس‌ها
  - هماهنگی مختل شده
  - اختلال در تعادل
  - سرگیجه
- دپرسیون تنفسی
- فشار خون پایین
- کما

## یادداشت
1. ↑  Manic-depressive behavior
2. ↑  Social phobia
3. ↑  Fainting spells
4. ↑  Burning Mouth Syndrome